# Pandora bullata
Pandora bullata är en svampart som först beskrevs av Thaxt. & D.M. MacLeod, och fick sitt nu gällande namn av Humber 1989. Pandora bullata ingår i släktet Pandora och familjen Entomophthoraceae.   Inga underarter finns listade i Catalogue of Life.